# Schloss Niederaichbach

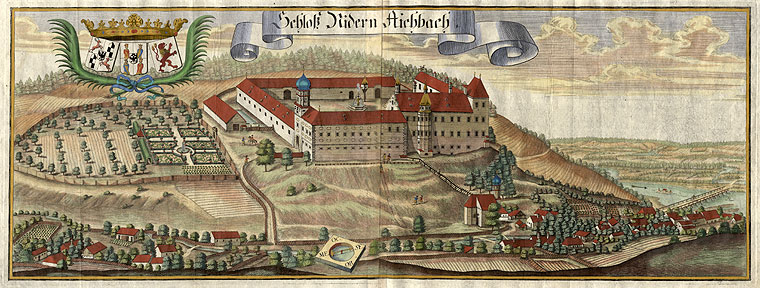
Michael Wening: Schloss Niederaichbach, Anfang 18. Jh.

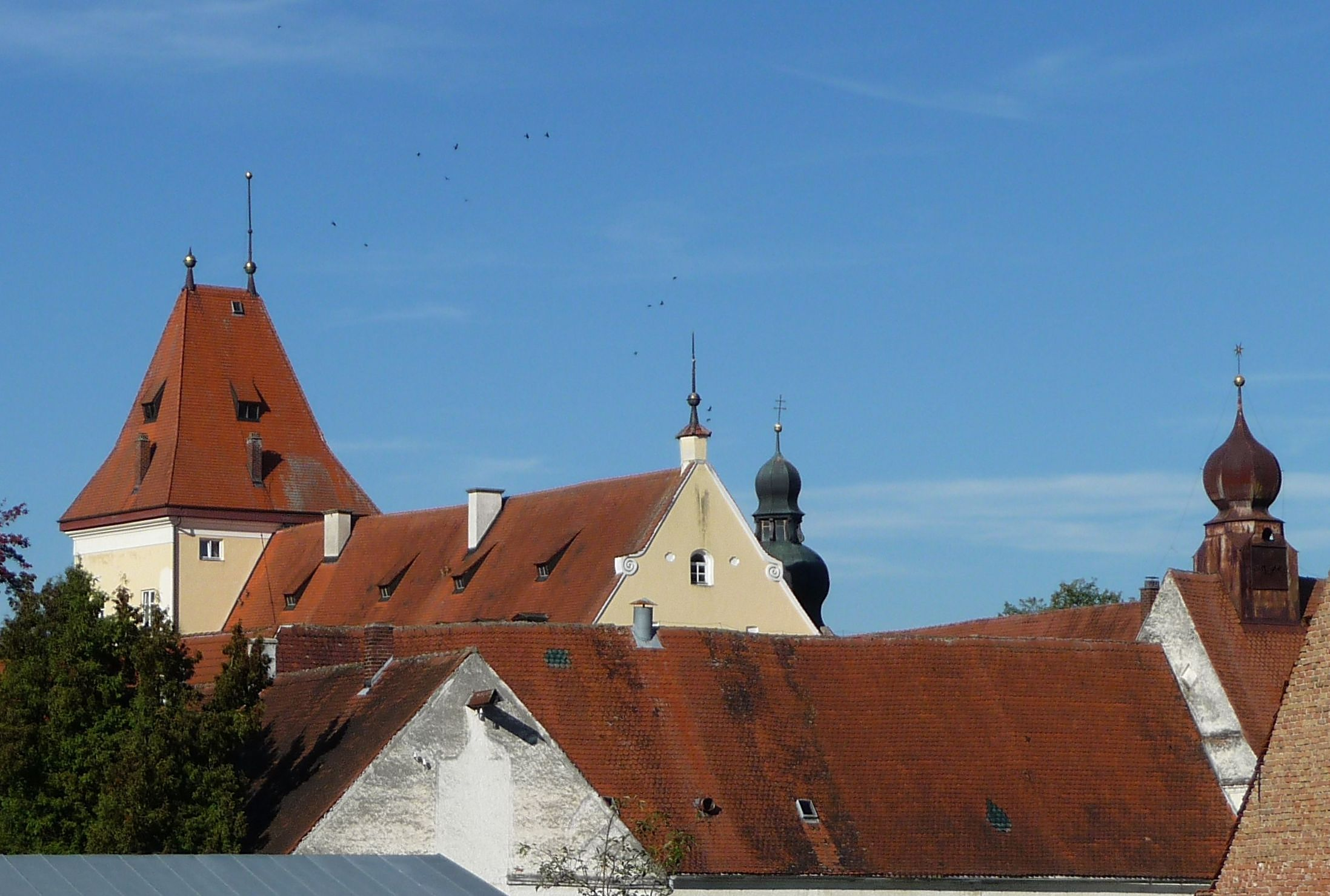
Schloss Niederaichbach

Schloss Niederaichbach ist ein Schloss in der Gemeinde Niederaichbach im Landkreis Landshut in Bayern. Die Anlage wird als denkmalgeschütztes Baudenkmal unter der Aktennummer D-2-74-156-8 geführt. Ebenso wird sie als Bodendenkmal unter der Aktennummer D-2-7339-0361 und der Beschreibung „untertägige mittelalterliche und frühneuzeitliche Befunde im Bereich des Schlosses von Niederaichbach, darunter die Spuren von Vorgängerbauten bzw. älterer Bauphasen“ genannt.

## Geschichte
Von dem Adelsgeschlecht der Aichpeckhen, das bis 1334 hier ansässig war, dürfte sich der heutige Ortsname Niederaichbach ableiten. Nachfolger als Dorfherren waren seit der Zeit zwischen 1410 und 1420 die Hermstorfer. Niederaichbach wurde bereits 1444 zur Hofmark erhoben. 1507 erhielt Siegmund von Königsfeld endgültig die Hofmarkrechte in Niederaichbach. Das Königsfelder Geschlecht, dem am 14. September 1686 Kaiser Leopold I. den Titel „erblicher Reichsgraf“ verliehen hatte, starb 1737 aus. Die Königsfelderwitwe heiratete 1737 einen Grafen von Closen. Den Grafen Closen folgten 1762 bis in das 19. Jahrhundert hinein die Grafen von Freyen-Seyboltstorff, deren Hofmarksrechte 1812 in ein Gräflich Freyen-Seyboltstorff'sches Patrimonialgericht (II. Klasse) umgewandelt wurde. Als Folge der Revolution von 1848/1849 folgte dessen Aufhebung durch Gesetz vom 4. Juni 1848. Später waren die De Weerth und dann der Berliner Bankier Otto von Mendelssohn Bartholdy Schloss- und Gutsbesitzer. 1925 übernahm Prinz Ludwig Philipp von Thurn und Taxis (1901–1933) das Schloss, das über seine Tochter an die Fürsten von Urach ging. Es ging im Erbweg an seine Tochter Iniga Fürstin von Urach (1925–2008) und dann an deren Sohn Karl-Anselm Fürst von Urach (* 1955).
Es diente auch als Drehort für das „Kloster Kaltenthal“ in der TV-Serie Um Himmels Willen.

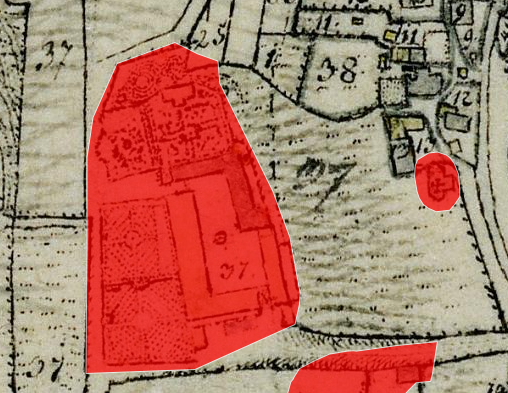
Lageplan von Schloss Niederaichbach auf dem Urkataster von Bayern

## Baubeschreibung
Das Schloss steht unter Denkmalschutz (Nummer D-2-74-156-8) und wird folgendermaßen beschrieben:
- Wohntrakt in zwei Flügeln mit Eckturm, 17. Jahrhundert, verändert im 18. und 19. Jahrhundert
- Schlosskapelle St. Barbara von 1682, im Südflügel; mit Ausstattung
- Remise und Wirtschaftsgebäude, massive Satteldachbauten, 19. Jahrhundert, mit den Wohntrakten einen Vierseithof bildend
- westlich anschließend Wirtschaftshof, 18./19. Jahrhundert
- erhaltene Einfriedungen im Wirtschaftsteil, 18./19. Jahrhundert
- Einfriedung der ehemaligen nördlichen Parkanlage, 18./19. Jahrhundert
- erhaltene Teile der Parkanlage und Auffahrtsallee, 18./19. Jahrhundert